# Valeria Bondarenko
Valeria Volodymyrivna Bondarenko (ucraineană Валерія Володимирівна Бондаренко; n. 20 iunie 1982, Krîvîi Rih, RSS Ucraineană, URSS) este o fostă jucătoare de tenis din Ucraina, sora mai mare a jucătoarelor Alona Bondarenko și Kateryna Bondarenko.
În cariera sa, Bondarenko a câștigat opt titluri la dublu. Ca profesionistă, cea mai bună clasare a sa a fost locul 189, câștigat pe 16 august 2004. 
Bondarenko s-a retras din tenis în 2008. 

## Finale ale Federației Internaționale de Tenis
| turnee de $100,000 |
| turnee de $75,000  |
| turnee de $50,000  |
| turnee de $25,000  |
| turnee de $10,000  |

| Rezultat  | Nr. | Data              | Turneu                       | Partener                 | Oponenți                                          | Scor               |
| --------- | --- | ----------------- | ---------------------------- | ------------------------ | ------------------------------------------------- | ------------------ |
| Locul doi | 1.  | 25 aprilie 1999   | Hvar, Croația                | Alona Bondarenko         | Shelley Stephens Rewa Hudson                      | 2–6, 6–4, 3–6      |
| Locul doi | 2.  | 6 iunie 1999      | Kędzierzyn-Koźle, Polonia    | Alona Bondarenko         | Katarzyna Teodorowicz Lisowska Anna Bieleń-Żarska | 7–5, 4–6, 1–6      |
| Câștigat  | 1.  | 18 iunie 2000     | Kędzierzyn-Koźle, Polonia    | Alona Bondarenko         | Elena Kovalchuk Olga Lazarchuk                    | 6–4, 6–2           |
| Câștigat  | 2.  | 2 iulie 2000      | Istanbul, Turcia             | Goulnara Fattakhetdinova | Irina Kornienko Elena Yaryshka                    | 6–2, 4–6, 6–3      |
| Locul doi | 3.  | 27 mai 2001       | Olecko, Polonia              | Kateryna Bondarenko      | Martina Babáková Lenka Snajdrova                  | 2–6, 2–6           |
| Locul doi | 4.  | 12 august 2001    | Kędzierzyn-Koźle, Polonia    | Alona Bondarenko         | Petra Raclavská Blanka Kumbárová                  | 1–6, 2–6           |
| Câștigat  | 3.  | 16 iunie 2002     | Kędzierzyn-Koźle, Poland     | Mariya Koryttseva        | Lenka Tvarošková Martina Babáková                 | 6–3, 6–0           |
| Câștigat  | 4.  | 18 august 2002    | Koksijde, Belgia             | Edita Liachovičiūtė      | Zuzana Cerna Vladimíra Uhlířová                   | 6–4, 6–2           |
| Locul doi | 5.  | 18 august 2002    | Westende, Belgia             | Edita Liachovičiūtė      | Leslie Butkiewicz Nicole Kriz                     | 1–6, 6–7(4–7)      |
| Câștigat  | 5.  | 20 octombrie 2002 | Joué-lès-Tours, Franța       | Alona Bondarenko         | Jasmin Wöhr Michaela Paštiková                    | 7–6(7–4), 4–6, 6–3 |
| Câștigat  | 6.  | 1 iunie 2003      | Varșovia, Polonia            | Alona Bondarenko         | Iryna Brémond Olga Lazarchuk                      | 6–3, 6–4           |
| Câștigat  | 7.  | 1 septembrie 2003 | Jukovski, Rusia              | Alona Bondarenko         | Goulnara Fattakhetdinova Maria Kondratieva        | 6–7(6–8), 6–4, 6–3 |
| Locul doi | 6.  | 18 aprilie 2004   | Biarritz, Franța             | Alona Bondarenko         | Mariya Koryttseva Elena Tatarkova                 | 5–7, 0–6           |
| Locul doi | 7.  | 3 mai 2004        | Varșovia, Polonia            | Natalia Bogdanova        | Monika Schneider Olga Brózda                      | 6–2, 4–6, 2–6      |
| Locul doi | 8.  | 23 mai 2004       | Gdynia, Polonia              | Natalia Bogdanova        | Stefanie Weis Maria Wolfbrandt                    | 6–3, 3–6, 5–7      |
| Câștigat  | 8.  | 12 iulie 2004     | Lvov, Ucraina                | Veronika Kapshay         | Anna Sydorska Oksana Uzhylovska                   | 6–3, 4–6, 7–6(7–2) |
| Locul doi | 9.  | 1 august 2004     | Istanbul, Turcia             | Gabriela Velasco Andreu  | Vasilisa Davydova Svetlana Mossiakova             | 3–6, 3–6           |
| Locul doi | 10. | 8 august 2004     | Gdynia, Polonia              | Natalia Bogdanova        | Klaudia Jans-Ignacik Alicja Rosolska              | 2–6, 4–6           |
| Locul doi | 11. | 20 martie 2005    | Cairo, Egipt                 | Hanna Andreyeva          | Gabriela Niculescu Monica Niculescu               | 2–6, 3–6           |
| Locul doi | 12. | 22 mai 2006       | Kiev, Ucraina                | Oksana Uzhylovska        | Veronika Kapshay Yana Levchenko                   | 3–6, 5–7           |
| Locul doi | 13. | 11 decembrie 2006 | Dubai, Emiratele Arabe Unite | Kateryna Bondarenko      | Jelena Kostanić Tošić Mervana Jugić-Salkić        | 3–6, 0–6           |